# 3158 Anga
3158 Anga је астероид главног астероидног појаса са средњом удаљеношћу од Сунца која износи 2,548 астрономских јединица (АЈ).
Апсолутна магнитуда астероида је 12,5.